# Mud (zespół muzyczny)
Mud, brytyjska grupa glamrockowa, popularna w latach 70. Zespół działał w latach 1966–1979. Członkowie grupy w następnych latach dyskontowali popularność tworząc muzykę pod różnymi szyldami, nawiązującymi do nazwy Mud.
Najbardziej znane utwory: Crazy, Hypnosis, Dyna-mite, Tiger Feet, Rocket, Lonely This Christmas, Oh Boy, L'L'Lucy, Show Me You're A Woman.

## Skład grupy
- Les Gray (1946–2004) – wokal
- Dave Mount (właśc.Dave George Mount, 1947–2006) – perkusja
- Ray Stiles – bas
- Rob Davis – gitara